# Werften an der Oste

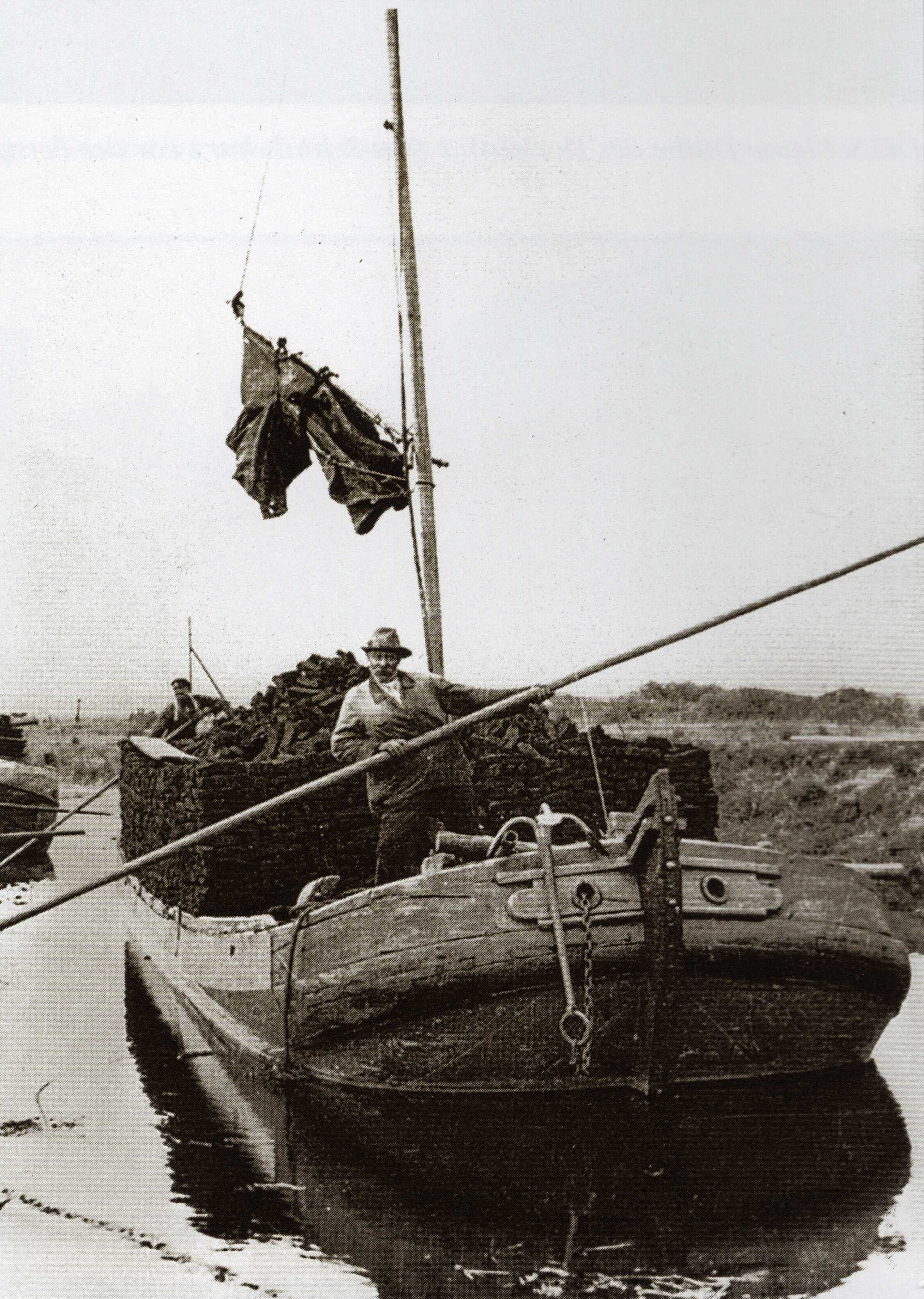
Typischer Torfkahn mit Segel im Emsland um 1900, die zu dieser Zeit die Oste und Elbe befuhren, um Torf von Bremervörde für Hamburgs Bäckereien zu liefern

Es gab viele Werften an der Oste. Bis 2010 war die Oste eine Bundeswasserstraße von Bremervörde bis zur Mündung in die Elbe. Der schiffbare Abschnitt von Bremervörde bis zur Mündung ist etwa 75 km lang und das Wasserstraßen- und Schifffahrtsamt Cuxhaven ist die dafür zuständige Behörde.

## Werften

### Bremervörde
In Bremervörde gab es eine Werft, die Gnattenberg-Werft befand sich an der Oste direkt am Rand von Bremervörde. Sie wurde um 1830 vom Schiffszimmermann Diedrich Steffens gegründet. In den Anfängen der Werft bis 1840 wurden etwa zehn Flussschiffe abgeliefert und weitere 30 unter den folgenden Besitzern. Es waren vorwiegend 1/2-Hunt- und 1-Hunt-Torfkähne. Die 1/2-Hunt-Torfkähne wurden vorwiegend in den Schiffgräben und Moorkanälen der umliegenden Moore genutzt, die auch zur Entwässerung dienten. Sie transportierten Torf über Hamme, Bever und der Oste sowie dem Oste-Hamme-Kanal nach Bremervörde, wo der Torf in Besanewer verladen und bis Hamburg transportiert wurde.

### Gräpel
In Gräpel gab es 3 Werften, auf der Werft Gräpel I von Barthold Siems (1858) entstanden über 30 Neubauten. Die Werft existierte rund 110 Jahre.

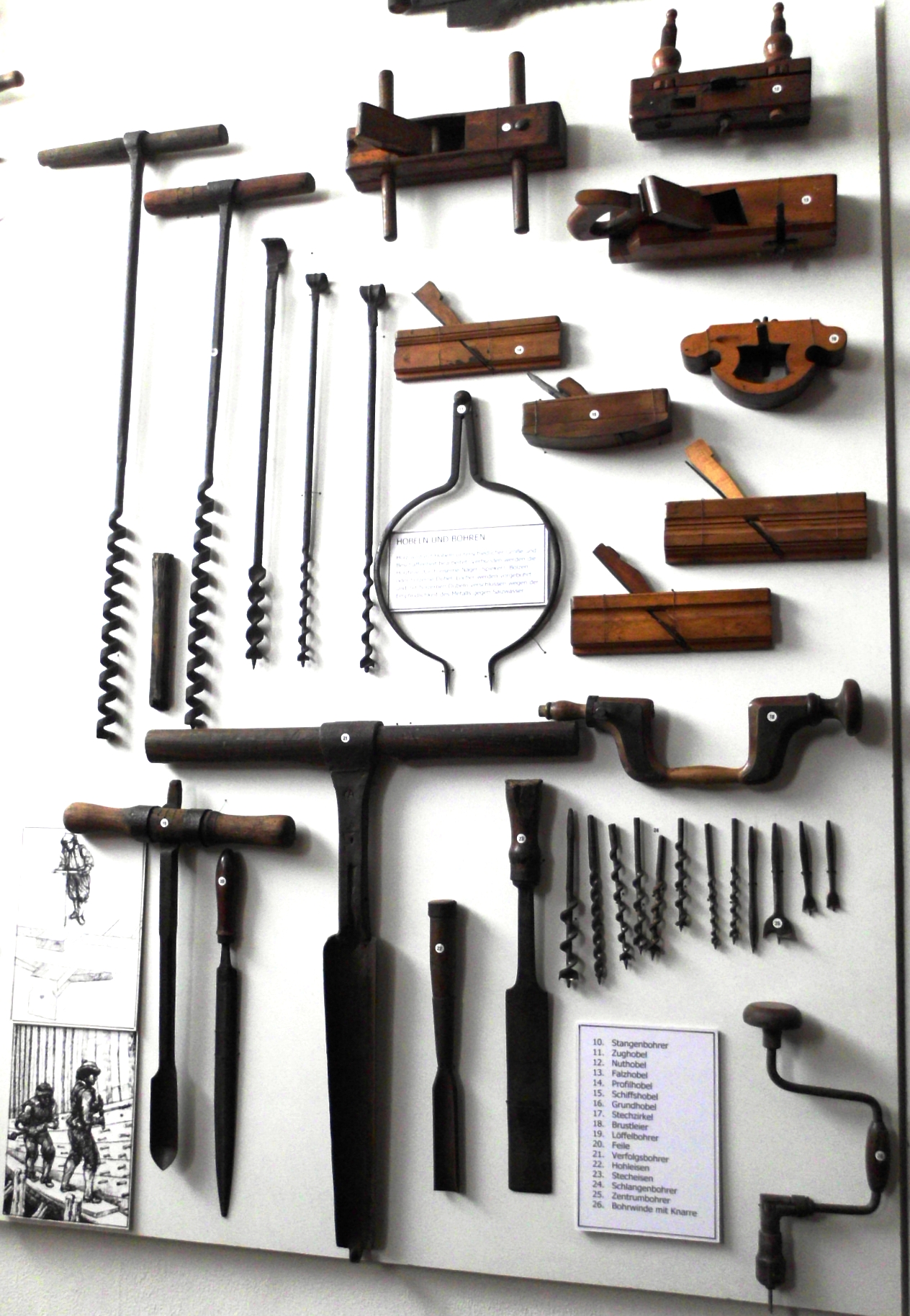
Werkzeuge der Schiffbauer und Zimmerleute (im Schiffahrtsmuseum Nordfriesland)

Die Werft Gräpel II wurde ab 1857 von Johann Steffens bewirtschaftet und ab 1903 von Klaus Wilhelm tom Wörden übernommen. Tom Wörden hatte in Bremervörde eine Lehre zum Schiffzimmermann absolviert und als Geselle gearbeitet. Nach seiner Marinezeit in Wilhelmshaven arbeitete er in Otterndorf als Meister, pachtete in Niederstricherdeich eine kleine Werft und übernahm 1903 die  Werft in Gräpel an der Oste. Hier entstanden von 1875 bis 1911 insgesamt etwa 25 kleine Schiffe, Ewer, Galeassen und Dreimastgaffelschoner. Die meisten Schiffe dieser Werft hatten Vermessungen unter 50 BT, die größten Schiffe waren bis 120 BT vermessen. 1911 begann er als Kapitänsreeder mit dem letzten Neubau einen neuen Lebensabschnitt und legte damit den Grundstein für eine Reederei, die 2011 als Firmengruppe ihr hundertjähriges Jubiläum feiern konnte.
Von den Werften Gräpel III und IV sind die Namen der Eigner unbekannt, sie existierten anscheinend nur kurze Zeit und führten vorwiegend Reparaturen aus.

### Großenwörden, Laumühlen, Achthöfen und Oberndorf
(Quelle:)
- Großenwörden: Um 1885 Wilhelm Leifermann.
- Laumühlen: Um 1832 Johann Meyer, danach gab es bis ca. 1939 weitere Besitzer.
- Achthöfen: Um 1800, 1812–1855 Peter Tiedemann II führte die Werft zu großer Bedeutung, und hier entstanden 50 Neubauten, bei seinem Sohn Johann folgten bis 1883 weitere 10 Neubauten.

- Oberndorf-Niederstrich: Peter Tiedemann III um 1845 bis um 1900. Hier entstanden 6 Neubauten.

- Oberndorf Süd: Um 1900, von Heinrich Dodegge wurden 3 Ewer gebaut und bis um 1950 Reparaturen an Eisenschiffen durchgeführt.

- Oberndorf Nord: Gegründet um 1820 vom Schiffszimmermann Johann Hinrich Vollmer, danach folgten mehrere Besitzer bis 1860. Danach wurde die Werft von Familie Gooß weitergeführt und nach dem 2. Weltkrieg geschlossen. Als Neubauten entstanden 8 Ewer.

### Geversdorf und Neuhaus
Geversdorf: Die Werft wurde bereits 1660 erwähnt. Friedrich Dodegge übernahm 1933 die Werft und feierte 1958 das 25-jährige Jubiläum mit 60 Arbeitern. Die Werft wurde Ende 1982 als Neubauwerft geschlossen. Die heutige Ostewerft Geversdorf liegt direkt an der Oste kurz vor der Elbemündung und bietet Liegeplätze und Winterlager für Sportboote mit Reparaturmöglichkeiten, einen Bootshandel und einen Yachthafen an.
Neuhaus: Ein alter Werftplatz, er wurde bereits 1752 genannt und hatte in der Folgezeit viele Besitzer. 1816 übernahm Michael Tiedemann die Werft. Er lernte in Antwerpen unter Napoleon als 19-Jähriger den Schiffbau und führte die Werft zu großer Blüte. Hier entstanden 22 Neubauten. Die Werft ist heute noch in Betrieb, firmiert heute als Bootswerft Neuhaus und hat als eine der letzten Ostewerften überlebt.